# Unfaithful (bài hát)
"Unfaithful" là một bài hát của ca sĩ người Barbados Rihanna nằm trong album phòng thu thứ hai của cô, A Girl like Me (2006). Nó được viết bởi Shaffer "Ne-Yo" Smith cùng đội ngũ sản xuất bài hát StarGate. Bài hát đã được phát hành bởi Def Jam Recordings vào ngày 2 tháng 5 năm 2006, như là đĩa đơn thứ hai trích từ album. "Unfaithful" là một bản Pop và R&B ballad được lấy cảm hứng từ các tác phẩm của ban nhạc rock người Mỹ Evanescence. Ban đầu mang tựa đề "Murderer", đĩa đơn này nói về một người phụ nữ hối hận vì đã lừa dối với người yêu của mình.
"Unfaithful" nhận được những phản ứng trái chiều nhưng đa phần là tích cực từ các nhà phê bình, trong đó họ ca ngợi tính cảm xúc mạnh mẽ của nó, nhưng một số chỉ trích lời bài hát. Bài hát lọt vào top 10 các bảng xếp hạng đĩa đơn tại 19 quốc gia, bao gồm vị trí thứ 2 trên UK Singles Chart và thứ 6 trên Billboard Hot 100.
Video ca nhạc của bài hát được đạo diễn bởi Anthony Mandler, và ra mắt vào tháng 5 năm 2006, trong đó Rihanna rơi vào mối tình tay ba mà cô cố gắng để lựa chọn giữa người trong mộng và người yêu của mình, và hối tiếc vì đã lừa dối người yêu. Kể từ khi phát hành, "Unfaithful" đã trở thành một bài hát quen thuộc trong các buổi biểu diễn trực tiếp của Rihanna, cũng như xuất hiện trong danh sách biểu diễn của ba chuyến lưu diễn lớn của cô: Good Girl Gone Bad (2007–09), Last Girl on Earth Tour (2010–11) và Loud Tour (2011).

## Danh sách bài hát
| - Đĩa CD tại châu Âu / tải kĩ thuật số 1. "Unfaithful" (bản radio) — 3:51 2. "Unfaithful" (Tony Moran Radio Mix) — 4:16 - Đĩa CD tại Anh quốc 1. "Unfaithful" — 3:52 2. "SOS" (Moto Blanco Remix) — 8:37 - Đĩa CD maxi 1. "Unfaithful" (bản album) — 3:52 2. "Unfaithful" (Tony Moran Radio Mix) — 4:21 3. "Unfaithful" (không lời) — 3:49 4. "Unfaithful" (Video) | - Đĩa than 12" 1. "Unfaithful" (bản radio) — 3:52 2. "Unfaithful" (không lời) — 3:49 3. "Unfaithful" (Tony Moran Club Mix) — 8:48 - Tải kĩ thuật số (Remixes) 1. "Unfaithful" (Tony Moran Radio Mix) — 4:15 2. "Unfaithful" (Hamel bản radio) — 3:53 3. "Unfaithful" (Maurice's bản radio) — 3:28 4. "Unfaithful" (Tony Moran Club Mix) — 9:08 5. "Unfaithful" (Hamel Club Mix) — 8:48 6. "Unfaithful" (Maurice's Club Mix) — 6:57 7. "Unfaithful" (AOL Music Sessions) — 3:49 |

## Xếp hạng
| Bảng xếp hạng (2006)                     | Vị trí cao nhất |
| ---------------------------------------- | --------------- |
| Australia (ARIA)                         | 2               |
| Austria (Ö3 Austria Top 75)              | 2               |
| Belgium (Ultratop 50 Flanders)           | 3               |
| Belgium (Ultratop 50 Wallonia)           | 2               |
| Canada (Canadian Singles Chart)          | 1               |
| Czech Republic (IFPI)                    | 3               |
| Denmark Airplay (Tracklisten)            | 3               |
| European Hot 100 Singles                 | 2               |
| Finland (Suomen virallinen lista)        | 13              |
| France (SNEP)                            | 7               |
| Germany (Media Control Charts)           | 2               |
| Hungary (Rádiós Top 40)                  | 1               |
| Hungary (Dance Top 40)                   | 12              |
| Hungary (Single Top 10)                  | 10              |
| Ireland (IRMA)                           | 2               |
| Italy (FIMI)                             | 14              |
| Hà Lan (Dutch Top 40)                    | 4               |
| New Zealand (RIANZ)                      | 4               |
| Norway (VG-lista)                        | 2               |
| Slovakia (IFPI)                          | 5               |
| Sweden (Sverigetopplistan)               | 6               |
| Switzerland (Schweizer Hitparade)        | 1               |
| UK Singles (The Official Charts Company) | 2               |
| US Billboard Hot 100                     | 6               |
| US Hot Dance Club Songs (Billboard)      | 1               |
| US Hot R&B/Hip-Hop Songs (Billboard)     | 18              |
| US Pop Songs (Billboard)                 | 2               |

| Bảng xếp hạng (2006)                 | Vị trí |
| ------------------------------------ | ------ |
| Australia (ARIA)                     | 19     |
| Austria (Ö3 Austria Top 75)          | 16     |
| Belgium (Ultratop 50 Flanders)       | 21     |
| Belgium (Ultratop 50 Wallonia)       | 14     |
| Germany (Media Control Charts)       | 14     |
| Hungary (Rádiós Top 100)             | 20     |
| Ireland (IRMA)                       | 14     |
| Netherlands (Dutch Top 40)           | 33     |
| Sweden (Sverigetopplistan)           | 86     |
| Switzerland (Schweizer Hitparade)    | 6      |
| UK Singles (Official Charts Company) | 23     |
| US Billboard Hot 100                 | 28     |

| Bảng xếp hạng (2000–2009) | Vị trí |
| ------------------------- | ------ |
| German Singles Chart      | 43     |

## Chứng nhận
| Quốc gia                                                                           | Chứng nhận  | Số đơn vị/doanh số chứng nhận |
| ---------------------------------------------------------------------------------- | ----------- | ----------------------------- |
| Úc (ARIA)                                                                          | Vàng        | 35.000^                       |
| Bỉ (BEA)                                                                           | Vàng        | 0*                            |
| Đan Mạch (IFPI Đan Mạch)                                                           | Bạch kim    | 15.000^                       |
| Thụy Điển (GLF)                                                                    | Vàng        | 10.000‡                       |
| Thụy Sĩ (IFPI)                                                                     | Vàng        | 15.000^                       |
| Anh Quốc (BPI)                                                                     | Vàng        | 400.000^                      |
| Hoa Kỳ (RIAA)                                                                      | 3× Bạch kim | 3.000.000^                    |
| * Chứng nhận dựa theo doanh số tiêu thụ. ^ Chứng nhận dựa theo doanh số nhập hàng. |             |                               |